# Lineus albonasus
Lineus albonasus är en djurart som tillhör fylumet slemmaskar, och som beskrevs av Addison Emery Verrill 1900. Lineus albonasus ingår i släktet Lineus och familjen Lineidae. Inga underarter finns listade i Catalogue of Life.